# Nyssodrysternum conspicuum
Nyssodrysternum conspicuum är en skalbaggsart som beskrevs av Monné 1985. Nyssodrysternum conspicuum ingår i släktet Nyssodrysternum och familjen långhorningar.
Artens utbredningsområde är:
- Guyana.
- Surinam.
- Venezuela.

Inga underarter finns listade i Catalogue of Life.